# Immacolata d'Asburgo-Lorena
Maria Immacolata d'Asburgo-Lorena (nome completo: Marie Immaculata Karoline Margarethe Blanka Leopoldine Beatrix Anna von Habsburg-Lothringen; Leopoli, 9 settembre 1892 – Viareggio, 3 settembre 1971) fu un'arciduchessa d'Austria e principessa di Boemia, Ungheria e Toscana per nascita.

## Biografia

### Giovinezza
Era la secondogenita di Leopoldo Salvatore d'Asburgo-Toscana, e di sua moglie, Bianca di Borbone-Spagna. In famiglia veniva chiamata Mac. Ricevette il nome di Immacolata in onore della nonna paterna, la principessa Maria Immacolata di Borbone-Due Sicilie, morta nel 1899.
Crebbe nell'ultimo periodo della monarchia asburgica. Suo padre, che aveva seguito una carriera nell'esercito, era anche un inventore con un numero di brevetti militari sotto il suo nome. Sua madre era la forza dominante nella famiglia. La loro era una famiglia multi-culturale. Gli antenati paterni avevano regnato in Austria, Toscana e Regno delle Due Sicilie. Gli antenati materni avevano regnato in Spagna, Parma, Modena, Portogallo e Francia.
Venne educata insieme alle sue sorelle. Era l'intellettuale della famiglia. Seguendo la tradizione asburgica, era appassionata di musica. Era una pianista eccezionale. Studiò tedesco, francese, spagnolo, ungherese e italiano.
La famiglia era benestante. Vivevano tra il Palais Toskana, a Vienna, e la Schloss Wilhelminenberg. Trascorrevano le vacanze in Italia, dove sua madre possedeva una proprietà rurale vicino a Viareggio.
Durante la prima guerra mondiale, il padre e i due fratelli maggiori combatterono nell'esercito austro-ungarico mentre lei servì come crocerossina.

### Esilio
Alla caduta della monarchia asburgica, il governo repubblicano d'Austria confiscò le proprietà degli Asburgo. La famiglia perse tutta la sua fortuna. I due fratelli maggiori di Immacolata decisero di rimanere in Austria e riconoscere la repubblica. Il resto della famiglia si trasferì in Spagna.
Nel gennaio del 1919 arrivarono a Barcellona dove si stabilirono per oltre un decennio. Vissero molto modestamente, inizialmente, affittando una casa in cui le ragazze hanno condiviso una camera da letto con la madre e i ragazzi con il padre. L'economia della famiglia migliorò con il reddito proveniente dalle entrate dei brevetti militari del padre. Durante la Seconda Repubblica spagnola, la famiglia si trasferì di nuovo in Austria.

### Matrimonio
Immacolata non rimase in Austria per lungo tempo. Il 14 luglio 1932 a Roma, sposò un aristocratico italiano, Igino Neri Serneri, Patrizio di Siena (22 luglio 1891-1º maggio 1950). La coppia si stabilì a Roma. Siccome entrambi avevano più di quarant'anni, la coppia non ebbe figli. Durante la seconda guerra mondiale soggiornarono a Roma.

### Morte
Dopo la morte del marito, andò a vivere insieme alle sue sorelle a Viareggio, nella villa Borbone, che avevano ereditato alla morte della madre l'anno precedente.
Morì il 3 settembre 1971, all'età di 78 anni.

## Ascendenza
|                                         |                                  |                                       | Genitori                            |  |  | Nonni |  |  | Bisnonni               |  |  | Trisnonni                 |  |
|                                         |                                  |                                       |                                     |  |  |       |  |  | Leopoldo II di Toscana |  |  | Ferdinando III di Toscana |  |
|                                         |                                  |                                       |                                     |  |  |       |  |  | Leopoldo II di Toscana |  |  | Ferdinando III di Toscana |  |
|                                         |                                  | Luisa Maria Amalia di Borbone-Napoli  |                                     |  |  |       |  |  | Leopoldo II di Toscana |  |  |                           |  |
| Carlo Salvatore d'Asburgo-Lorena        |                                  |                                       |                                     |  |  |       |  |  | Leopoldo II di Toscana |  |  |                           |  |
|                                         |                                  | Maria Antonia di Borbone-Due Sicilie  | Francesco I delle Due Sicilie       |  |  |       |  |  |                        |  |  |                           |  |
|                                         |                                  | Maria Antonia di Borbone-Due Sicilie  | Francesco I delle Due Sicilie       |  |  |       |  |  |                        |  |  |                           |  |
|                                         |                                  | Maria Antonia di Borbone-Due Sicilie  | Maria Isabella di Borbone-Spagna    |  |  |       |  |  |                        |  |  |                           |  |
| Leopoldo Salvatore d'Asburgo-Lorena     |                                  | Maria Antonia di Borbone-Due Sicilie  |                                     |  |  |       |  |  |                        |  |  |                           |  |
|                                         |                                  | Ferdinando II delle Due Sicilie       | Francesco I delle Due Sicilie       |  |  |       |  |  |                        |  |  |                           |  |
|                                         |                                  | Ferdinando II delle Due Sicilie       | Francesco I delle Due Sicilie       |  |  |       |  |  |                        |  |  |                           |  |
|                                         |                                  | Ferdinando II delle Due Sicilie       | Maria Isabella di Borbone-Spagna    |  |  |       |  |  |                        |  |  |                           |  |
| Maria Immacolata di Borbone-Due Sicilie |                                  | Ferdinando II delle Due Sicilie       |                                     |  |  |       |  |  |                        |  |  |                           |  |
|                                         |                                  | Maria Teresa d'Asburgo-Teschen        | Carlo d'Asburgo-Teschen             |  |  |       |  |  |                        |  |  |                           |  |
|                                         |                                  | Maria Teresa d'Asburgo-Teschen        | Carlo d'Asburgo-Teschen             |  |  |       |  |  |                        |  |  |                           |  |
|                                         |                                  | Maria Teresa d'Asburgo-Teschen        | Enrichetta di Nassau-Weilburg       |  |  |       |  |  |                        |  |  |                           |  |
| Immacolata d'Asburgo-Lorena             |                                  | Maria Teresa d'Asburgo-Teschen        |                                     |  |  |       |  |  |                        |  |  |                           |  |
|                                         | Giovanni Carlo di Borbone-Spagna | Carlo Maria Isidoro di Borbone-Spagna |                                     |  |  |       |  |  |                        |  |  |                           |  |
|                                         | Giovanni Carlo di Borbone-Spagna | Carlo Maria Isidoro di Borbone-Spagna |                                     |  |  |       |  |  |                        |  |  |                           |  |
|                                         | Giovanni Carlo di Borbone-Spagna | Maria Francesca di Braganza           |                                     |  |  |       |  |  |                        |  |  |                           |  |
| Carlo Maria di Borbone-Spagna           | Giovanni Carlo di Borbone-Spagna |                                       |                                     |  |  |       |  |  |                        |  |  |                           |  |
|                                         |                                  | Maria Beatrice d'Austria-Este         | Francesco IV d'Austria-Este         |  |  |       |  |  |                        |  |  |                           |  |
|                                         |                                  | Maria Beatrice d'Austria-Este         | Francesco IV d'Austria-Este         |  |  |       |  |  |                        |  |  |                           |  |
|                                         |                                  | Maria Beatrice d'Austria-Este         | Maria Beatrice di Savoia            |  |  |       |  |  |                        |  |  |                           |  |
| Bianca di Borbone-Spagna                |                                  | Maria Beatrice d'Austria-Este         |                                     |  |  |       |  |  |                        |  |  |                           |  |
|                                         |                                  | Carlo III di Parma                    | Carlo II di Parma                   |  |  |       |  |  |                        |  |  |                           |  |
|                                         |                                  | Carlo III di Parma                    | Carlo II di Parma                   |  |  |       |  |  |                        |  |  |                           |  |
|                                         |                                  | Carlo III di Parma                    | Maria Teresa di Savoia              |  |  |       |  |  |                        |  |  |                           |  |
| Margherita di Borbone-Parma             |                                  | Carlo III di Parma                    |                                     |  |  |       |  |  |                        |  |  |                           |  |
|                                         |                                  | Luisa Maria di Borbone-Francia        | Carlo Ferdinando di Borbone-Francia |  |  |       |  |  |                        |  |  |                           |  |
|                                         |                                  | Luisa Maria di Borbone-Francia        | Carlo Ferdinando di Borbone-Francia |  |  |       |  |  |                        |  |  |                           |  |
|                                         |                                  | Luisa Maria di Borbone-Francia        | Carolina di Borbone-Due Sicilie     |  |  |       |  |  |                        |  |  |                           |  |
|                                         |                                  | Luisa Maria di Borbone-Francia        |                                     |  |  |       |  |  |                        |  |  |                           |  |